# Hochofenzement
Hochofenzement ist ein Produkt aus der Familie der Normalzemente, das zwischen 36 und 95 Prozent Hüttensand enthält. Der jeweils restliche Anteil ist Portlandzementklinker. Es sind bis zu 5 Prozent Nebenbestandteile möglich.

## Varianten
Hochofenzement hat nach der Norm DIN EN 197-1:2014 die Kurzbezeichnung CEM III. Er ist unterteilt in:
- CEM III/A mit 36 bis 65 Prozent Hüttensand und 35 bis 64 Prozent Portlandzementklinker.
- CEM III/B mit 66 bis 80 Prozent Hüttensand und 20 bis 34 Prozent Portlandzementklinker.
- CEM III/C mit 81 bis 95 Prozent Hüttensand und 5 bis 19 Prozent Portlandzementklinker.

## Vorteile
Durch den geringeren Klinkeranteil im Zement entsteht bei der Hydratation weniger Wärme. Dadurch entstehen weniger Spannungsrisse im Beton. Hochofenzement ist außerdem widerstandsfähiger gegen Salze, was wichtig z. B. bei Bauten am oder im Meer ist, und Kohlensäure, die Kalk löst. Er wird daher verstärkt zum Bau von massiven Bauteilen sowie Behältern und Anlagen in der Chemieindustrie, Tankstellen und Kläranlagen eingesetzt.

## Nachteile
Durch den geringeren Klinkeranteil hat Beton aus Hochofenzement eine etwas geringere Anfangsfestigkeit.